# Пивоварский, Андрей Николаевич
Андрей Николаевич Пивоварский (укр. Андрій Миколайович Пивоварський; род. 12 июня 1978, Киев) — украинский финансист и менеджер, С 2 декабря 2014 года по 14 апреля 2016 занимал должность Министра инфраструктуры Украины.

## Образование
В 2000 году окончил Киевский национальный университет имени Тараса Шевченко по специальности «История» — магистр истории, а в 2003 году — Школу права и дипломатии Флетчера Университета Тафтса и получил степень магистра в области права и дипломатии.

## Трудовая деятельность
С января 2006 года по март 2012 года — главный специалист по корпоративному управлению, главный советник по вопросам корпоративных финансов, главный экономический советник по вопросам корпоративных финансов СП ООО «Dragon Capital». С марта по декабрь 2012 года — начальник отдела корпоративного управления СП ООО «Dragon Capital».
С января по сентябрь 2013 года — первый заместитель генерального директора ООО «Континиум». С октября 2013 года по декабрь 2014 года — генеральный директор ООО «Континиум».
Со 2 декабря 2014 года — Министр инфраструктуры Украины. 11 декабря 2015 года объявил об уходе в отставку, но 4 февраля 2016 отозвал заявление.
10 февраля 2016 года на заседании экономического комитета Верховной Рады Украины Андрей Пивоварский заявил о том, что против него Национальное антикоррупционное бюро Украины открыло уголовное дело по представлению народного депутата Украины Денисенко по фактам незаконного обогащения.
14 апреля 2016 Второе правительство Яценюка был отправлено в отставку Верховной Радой Украины, Андрей Пивоварский лишился должности министр инфраструктуры Украины в новом Правительстве Гройсмана его сменил Владимир Владимирович Омелян, занимавший должность его заместителя. С 18 апреля Андрей Пивоварский стал советником нового министра инфраструктуры